# 阿史那震
阿史那震（?—?），唐朝突厥族将领，西突厥末代兴昔亡可汗，阿史那献之子。
735年十月，突骑施苏禄可汗攻击北庭及安西拔换城。唐玄宗册立“史震袭父可汗，即令彼招辑”“四镇蕃汉健儿”出讨苏禄，册封阿史那震为兴昔亡可汗。736年正月，阿史那震随北庭都护盖嘉运大破突骑施，阿史那震之后，兴昔亡可汗汗统断绝。